# Antonio Escudero
Antoni Escudero Martínez (Salobre, Albacete, 13 de mayo de 1954) es un empresario, político y dirigente deportivo español.

## Biografía
En 1972 emigró a Cataluña para trabajar en el mundo de la hostelería y más tarde comenzó a trabajar en la Agencia de Aduanas despachando camiones, donde fue empleado durante dieciocho años. En 1990 puso en marcha el Grupo Escudero, con lo que creó dos supermercados, un hotel, tres restaurantes, una gasolinera, una tienda de deportes y la bodega de Castell de Biart. 
En el ámbito de la política, desde 1983 hasta el 2001 fue concejal del Ayuntamiento de la Junquera por el Partido Socialista de Cataluña.
Como dirigente deportivo, del 1998 al 1999 fue presidente del Girona Fútbol Club, un período en el que el equipo gerundense se encontraba en primera catalana, y poco tiempo después ascendió a tercera división.
Desde 2001 es propietario del semanario del Ampurdán, la Hora Nova de Figueras, que ya compró siendo un semanario.
Desde septiembre de 2003 y habiendo renovado el cargo el 8 de septiembre de 2015 es presidente de la Federación de Hostelería de las Comarcas de Gerona. Es vicepresidente de la Confederación Española de Hoteles y Alojamientos Turísticos (CEHAT), de la Confederación Empresarial de Hostelería y Restauración de Cataluña (CONFECAT), miembro del Pleno de la Cámara de Comercio de Gerona, consejero de la Comisión Asesora y del Consejo de Administración del Patronato de Turismo Costa Brava Gerona y Pirineos, miembro de la Federación de Organizaciones Empresariales de Gerona (FOEG) y de la comisión ejecutiva de Pimec de Gerona.